# معهد ألفريد ريني للرياضيات
معهد ألفريد ريني للرياضيات (بالمجرية: Rényi Alfréd Matematikai Kutatóintézet) هو معهد أبحاث في الرياضيات تابع للأكاديمية المجرية للعلوم. تم إنشاؤه في عام 1950 من قبل ألفريد ريني، الذي أدارها حتى وفاته. منذ إنشائه، كان المعهد مركزًا للبحوث الرياضية في المجر. حصل على لقب مركز التميز للاتحاد الأوروبي (2001). المدير الحالي هو أندراس ستيبسيتش. ينشر المعهد المجلة البحثية Studia Scientiarum Mathematicarum Hungarica.